# Bidhjá Déví Bhandáríová
Bidhjá Déví Bhandáríová (nepřechýleně Bhandárí, nepálsky विद्यादेवी भण्डारी, 19. června 1961) je nepálská politička. Mezi lety 2015–2023 v pořadí druhá prezidentka Nepálu a první žena, která zastávala tento úřad.

## Politická kariéra
V roce 1978 vstoupila do politiky jako aktivistka mládežnické organizace CPN (ML) v oblasti Bhojpuru. V letech 1979 až 1987 působila ve studentské organizaci ANNFSU, kde měla na starosti východní region. V roce 1980 se stala členkou strany CPN (ML).
Po dokončení základního vzdělání začala studovat na Mahendra Morang Adarsha Multiple Campus, kde byla zvolena pokladníkem studentské unie. V letech 1993 až 1997 vedla ženské křídlo odborové organizace GEFONT a v roce 1997 byla zvolena do ústředního výboru CPN (UML). V této roli vedla mimo jiné kampaň za zrušení monarchie.
Do parlamentu byla poprvé zvolena v lednu 1994 v doplňovacích volbách za obvod Káthmándú–1, kde porazila bývalého premiéra Krišnu Prasada Bhattaraie. V tomto roce ve všeobecných volbách také kandidovala v obvodu Káthmándú–2 a porazila předsedu parlamentu Damana Natha Dhunganu.
V roce 1997 se stala ministryní životního prostředí a obyvatelstva. Ve volbách v roce 1999 byla znovu zvolena do parlamentu za obvod Káthmándú–2.
V roce 2008 neuspěla v přímé volbě do ústavodárného shromáždění, ale byla později nominována v rámci poměrného volebního systému. V letech 2009 až 2011 působila jako ministryně obrany. Stala se tak první ženou v Nepálu, která zastávala tento post. Ve volbách v roce 2013 byla znovu zvolena do parlamentu poměrným způsobem.
V roce 2014 na osmém sjezdu strany CPN (UML) byla zvolena místopředsedkyní strany a tuto pozici obhájila i na dalším sjezdu. 

### Prezidentka Nepálu
Dne 28. října 2015 byla v nepřímých volbách v parlamentu zvolena prezidentkou Nepálu, jako vůbec první žena v této funkci. Zvolená byla za Komunistickou stranu Nepálu (sjednocení marxisté-leninisté). Získala 327 hlasů, její protikandidát Kul Bahadur Gurung obdržel 214. Nahradila tak ve funkci dosavadního prezidenta Ráma Barana Jádava.
V roce 2018 byla zvolena prezidentkou podruhé, když porazila kandidátku Nepálského kongresu Kumari Laxmi Rai. Ačkoliv je období prezidenta pětileté, musela kvůli ústavní změně obhajovat svůj mandát již v březnu 2018. Tehdy byla zvolena sborem volitelů, složeným z členů nově vzniklého federálního parlamentu a provinčních shromáždění. Získala 39 275 hlasů, což činilo více než 74 % z celkového počtu.
Před prezidentskými volbami v březnu 2023 část politiků z její strany, toho času největší v parlamentu, uvažovala o jejím zvolení do třetího funkčního období, ačkoliv to podle ústavních právníků není možné. Jejich argumentem bylo, že nestrávila v úřadu dvě celá období. Jejím nástupcem byl zvolen Rám Čandra Poudel z kongresu, který porazil kandidáta sjednocených marxistů-leninistů.

## Osobní život
Narodila se v Manebhanjyangu, horské vesnici na východě Nepálu v rodině zemědělců.
Byla vdaná za Madana Bhandariho, významného nepálského komunistického politika. Ten tragicky zemřel při autonehodě v roce 1993 poblíž města Dasdhunga. Spolu mají dvě dcery Ushu Kiran Bhandari a Nishu Kusum Bhandari.
Bhandáríová je také příbuzná s Gyanendrou Bahadurem Karkim, politikem Nepálského kongresu.